# Lucius Calpurnius Piso Caesoninus (zoon)
Lucius Calpurnius Piso Caesoninus was de zoon van Lucius Calpurnius Piso Caesoninus (consul in 148 v.Chr.). Hij huwde met Calventia, de dochter van Calventius(een vooraanstaand persoon afkomstig uit Gallia Cisalpina). 
Er is zeer weinig bekend over deze Piso Caesoninus.  Tijdens de  Bondgenotenoorlog (90 - 89 v.Chr.) was hij in Rome verantwoordelijk voor de fabricage van wapens, maar voor de rest lijkt het erop dat hij geen enkele hoge ambtelijke positie heeft bekleed.